# Piper chinantlense
Piper chinantlense är en pepparväxtart som beskrevs av Mart. & Gal.. Piper chinantlense ingår i släktet Piper och familjen pepparväxter. Inga underarter finns listade i Catalogue of Life.